# Sidi Gueye
El Hadji Sidi Makhtar Gueye (meist nur Sidi Gueye, * 12. Oktober 2007 in Guédiawaye) ist ein senegalesischer Basketballspieler. Zumeist wird er auf der Position des Centers eingesetzt.

## Laufbahn
Sidi Gueye schloss sich im Sommer 2021, im Alter von 13 Jahren, der Jugend von Real Madrid an und begann zunächst für die U15 (Cadete B) zu spielen. In der Folge durchlief er mehrere Jugendmannschaften des Klubs und feierte am 22. Oktober 2022 bereits sein Debüt im Erwachsenenbasketball, als er für die B-Mannschaft von Real Madrid in der viertklassigen Liga EBA zum Einsatz kam. Insgesamt brachte er es in jener Saison auf drei Spiele im B-Team, während er zumeist für die U16-Mannschaft auflief. In der Spielzeit 2023/24 war er Teil des Kaders der A-Jugend (Juvenil A), stand jedoch zumeist im Aufgebot der B-Mannschaft, mit der es in 23 Einsätzen auf durchschnittlich 8,3 Punkte, 6,6 Rebounds, 2 Assists und 1,2 Blocks brachte. Zudem konnte Sidi Gueye mit der A-Jugend das Euroleague Basketball Next Generation Tournament für sich entscheiden.
Sein Debüt in der Profimannschaft von Real Madrid feierte Sidi Gueye am 20. Oktober 2024 in einem Ligaspiel gegen Bàsquet Girona und nur vier Tage später kam er gegen Roter Stern Belgrad zu seinem ersten Einsatz in der EuroLeague.

## Erfolge
Verein
- Euroleague Basketball Next Generation Tournament: 2023/24